# オニグモ

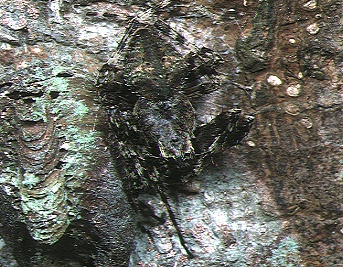
雄成体

オニグモ（鬼蜘蛛、Araneus ventricosus） (L. Koch, 1878) は、クモ目コガネグモ科のクモの1種。大型のクモであり、歩脚には多数の棘が生えている。

## 特徴
全体に強剛な感じを与えるクモ。体長は雌で30(-20)mm、雄は20(-15)mm程度。背甲は黒褐色から赤褐色、歩脚は黒褐色でより暗い色の輪紋があるが、明瞭さには個体変異が多い。背甲は中程度に盛り上がる。頭部と胸部を区切る頸溝、胸部の中心から走る放射溝ははっきりしており、中心部の窪みである中窩は横向き。8眼のうち中央4眼が作る四角形は前辺が幅広く、側眼は両側に遠く離れた位置にあり、前後間隔は短い。上から見ると、前列、後列ともに両側が後にある（後曲）。中央4眼と両側の側眼2個はそれぞれ盛り上がった部分になっている。歩脚は強大で、下面に多数の棘が並んでいる。腹部は大きくて、ほぼ三角形をなし、前方両肩にはっきりとした突起がある。腹部背面には葉状斑がある。これは、両肩から腹部末端に波状の条紋が走り、その内側が濃い色になり、正中線がやや色薄くなって、全体として木の葉の模様に見えるものである。
雄は雌の形と模様を小さく曖昧にしたような姿で、第2脚脛節の末端に鈎状の突起を持つ。

## 分布と生息環境
日本では北海道から琉球列島にまで広く見られる。ただし伊豆諸島にはいるが、小笠原諸島では記録がない。国外では台湾、韓国、中国から知られている。
人家周辺に見られ、神社や寺院など建物周辺に多く見られる。ごく普通な種であり、八木沼(1968)には「もっとも普通のオニグモ」(p.51)とあり、浅間他(2001)にも（建物の）「外壁の空間や外壁と植え込みの間に」大きな垂直円網があれば、多分本種であると記してある。

## 生態など
大きな垂直の正常円網を張る。その大きさは横糸の張ってある範囲で径1mを越えることもある。幼生は比較的低いところに網を張り、成長するに連れて次第に高いところへ張るとも言われる。獲物はチョウ、その他の昆虫等。
夜に網を張り、昼間は網をたたんで物陰に潜む。が、希に昼間でも網を張っている個体がいる。ただし、このような日周活動については諸説があり、例えば八木沼(1986)には毎夕に網を張り、朝に畳むのを基本としながらも、地域や成熟度、性別によって異なる可能性や、あるいは地域差があって東北地方では網を畳まないなどの推測が記されている。また新海(2006)には、破損の状態によって2-3日置きに修復するとあり、基本的に張りっぱなしと取れる記述がある。さらに浅間他(2001)では関西では夕方に張り、朝に畳むが、北に行くほど畳まなくなり、他方で沖縄でもあまり畳まないという。
成体が見られる時期は6-10月。産卵は8月から9月末にかけてで、樹幹や軒下などに「汚れたような」卵嚢を貼り付ける。秋に孵化し卵嚢内で幼生越冬、さらに10mm程度の幼体や亜成体、まれに成体でも越冬する。

## 類似種など
上述のように、本種は個体変異の幅が広く、一見では別種のように見える場合がある。また、類似の別種もいくつかあり、それらにはかつてオニグモとされていたものもある。特に似ているのは以下の種である。
- A. uyemurai Yaginuma　ヤマオニグモ
- A. maccacus Uyemura　ヤエンオニグモ

これらは外性器では明確に区別出来るが、見慣れれば体色でも判別は可能である。ヤマオニグモは色に黒みが強いこと、葉状斑がよりはっきりしていること、腹部がやや細長いのが判別点となる。ヤエンオニグモは歩脚が他種より短め（体長の約1.5倍）であること、歩脚の各節に、他種では末端が色濃くなっているのに対して、本種では末端と中間部にも濃色部があること、葉状斑の縁が柔らかい波状であることなどで見分けられる。また、本種は人家周辺に多いのに対して、ヤエンオニグモは里山に多く、ヤマオニグモは名前通りに山地に生息する。
なお、そのほかに褐色系の大型のオニグモ類、たとえば別属だがヤマシロオニグモNeoscona scylla やコゲチャオニグモ N. punctigera などもかなり似て見える。これらは腹部両肩に突起が明瞭でないのが判別材料となる。

## 利害
もちろん益虫ではあるが、喜ばれることは少ない。
なお、別名として八木沼(1968)はダイミョウグモ、更に古く湯原(1931)にはカネグモ、カミナリグモが挙げられている。それ以降の本に取り上げられてはおらず、普及していたのではないのだろうが、本種がそれなりに親しまれ、また貫禄を感じていたのだろうと思われる。また、ゲテモノ食いの対象とされ、あるいは薬用とされ、特に健忘症に薬効があったとの記述もあるが、薬効そのものは現実的なものではない模様である。特にこれについて研究されたという事実は確認されていない。
不用意に手掴みすると、大きな牙で噛まれて痛むことがあるが、痛むだけで重篤になる事は殆ど無い。